# Banjar Lor
Banjar Lor är en administrativ by i Indonesien.   Den ligger i provinsen Jawa Tengah, i den västra delen av landet, 240 km öster om huvudstaden Jakarta.